# Transport aus dem Paradies
Transport aus dem Paradies ist ein 1962 gedrehtes, tschechoslowakisches Holocaust-Spielfilmdrama von Zbyněk Brynych.

## Handlung
Frühjahr 1944. Im Mittelpunkt steht ein kurzer Zeitabschnitt im Lagerleben des Ghetto Theresienstadt im deutschbesetzten Protektorat Böhmen und Mähren. Die Anfangsszenen zeigen ein vermeintlich „normales“ Lagerleben mit Jazzmusik, zu der sich aufgekratzte junge Männer und Mädchen im Tanzschritt bewegen. Die Straßen sind belebt, die Männer schauen den Frauen hinterher, nichts wirkt wirklich bedrohlich. Es gibt aber auch eine Parallelwelt, die des Untergrunds und Widerstandes, wo Männer und Frauen heimlich eine kleine Druckerei betreiben, antinazistische Plakate drucken und heimlich an die Wände kleben. Hinter dieser Kulisse des ganz normalen Wahnsinns braut sich etwas zusammen: Wieder einmal wird ein Häftlingstransport vorbereitet, der in das nur ein bis zwei Tagesreisen entfernte Vernichtungslager Auschwitz gehen soll. Ein Mitglied des Ältestenrats der Juden, David Löwenbach, macht sich keine Illusionen, wohin der Todeszug fahren wird und verweigert daraufhin seine Unterschrift unter die Liste mit den für die Gaskammern in Auschwitz bestimmten Namen. Als Konsequenz sperren ihn die Deutschen mit der Androhung einer „Sonderbehandlung“ kurzerhand weg und ernennen mit Ignac Marmulstaub seinen Nachfolger. Der unterschreibt, da er keine andere Wahl mehr für sich sieht, an Stelle Löwenbachs.
Zum selben Zeitpunkt ist SS-General Josef Knecht nach Theresienstadt angereist, ein forscher Offizier, der bevorzugt seine Befehle herausbrüllt. Er will das Konzentrationslager inspizieren, da sich demnächst eine Delegation vom Roten Kreuz angesagt hat. Das Ghetto ist regelrecht herausgeputzt worden, Kameraleute der deutschen Wochenschau sind ebenfalls angereist, um „dokumentarische“ Szenen aus der Stadt zu drehen, die später einmal Eingang in einen Film über das vorgebliche „Musterlager“ finden sollen. Die Gefangenen wurden kameragerecht geschminkt und müssen auswendig gelernte Sätze rezitieren. Mit Todesangst in der Stimme sollen sie glaubhaft machen, wie gut es ihnen in „ihrer“ eigenen Stadt gefällt. Plötzlich kommt es zu einem unerwarteten Zwischenfall. In einer der Lagergassen ist ein Plakat angebracht worden, auf dem zu lesen ist: „Tod dem Faschismus!“. Hitlers Knecht ist außer sich vor Wut, er will an allen Bewohnern des Ghettos ein Exempel statuieren. Ihm ist nach einer umfassenden „Säuberung“. Bei einem Appell muss sich jeder Insasse als „Saujude“ melden. Insgesamt 6000 Juden, so sieht es der verbrecherische Plan vor, sollen nach Auschwitz-Birkenau verbracht werden, ein „Transport aus dem Paradies“ in die Hölle. Das Mädchen Lízinka ahnt, dass der Spuk scheinbarer „Normalität“ bald ein Ende haben wird und will, bevor sie deportiert wird, noch einmal mit so vielen Männern wie möglich schlafen. Dem Transport wird kaum jemand entgehen, und so entschließt sich Löwenbach, sich freiwillig zu melden. Marmulstaub hingegen bleibt – und macht sich deswegen die größten Vorwürfe.

## Produktionsnotizen
Transport aus dem Paradies kam 1962 in die tschechoslowakischen Kinos und erschien am 25. Oktober 1963 in der DDR.
Auf dem Internationalen Filmfestival von Locarno im Juli 1963 erhielt die Produktion den Großen Preis („Goldenes Segel“).

## Kritiken
„Der Film verzichtet im Bild und in der Dekoration bewusst auf den Anschein der Authentizität – wohl aus der Einsicht, daß die Wirklichkeit von Theresienstadt sich nicht „nachstellen“ lässt. Und er erreicht gerade dadurch und durch eine kluge Verteilung der Akzente eine Art modellhafter Eindringlichkeit. Gelegentlich stören einige Effekte der Regie, aber sie beeinträchtigen den Gesamteindruck nicht entscheidend.“

„Ein Spielfilm als Dokument der nationalsozialistischen Herren-Moral, wie sie im Getto Theresienstadt zur Anwendung gelangte. Durch die sorgfältige Herausarbeitung der verschiedenen Typen von Schuldigen und Mitschuldigen und die aufrichtige, unpathetische Darstellung der Juden ein eindringliches, ernstes Mahnmal wider das Geschehene.“

„Ein weiterer, realistischer Film über die heimtückische und brutale Art und Weise, wie die Juden Mitteleuropas von den Nazis während des Zweiten Weltkriegs verfolgt wurden, wird uns durch Zbynek Brynychs preisgekröntem tschechoslowakischen Film ‚Transport aus dem Paradies‘ vorgetragen … (…) …es sammelt furchteinflößende Bilder zusammen von der brutalen Behandlung von Menschenmassen durch die Nazis, unter dem hinterhältigen Vorwand ernsthafter Sorge um sie, ehe sie zu den Vernichtungslagern transportiert werden. (…) Gnadenlos einst, in einer bildlichen Stellungnahme, die geradezu kafkaesk anmutet – werden riesige Haufen von durchnummerierten Koffern und Nahaufnahmen von angsterfüllten und grotesken Gesichtern gezeigt. Herr Brynych lässt uns klar darüber werden, dass diese fürchterlichen Massenansammlungen weiter fortgesetzt werden und lässt uns den kalten Griff des Schreckens bei diesen beabsichtigten Vorbereitungen für den Völkermord spüren.“

„Brynychs bedeutendster Spielfilm war 1963 das eindrucksvolle Drama über das KZ Theresienstadt, „Transport aus dem Paradies“.“